# Crassula capitella
Crassula capitella är en fetbladsväxtart. Crassula capitella ingår i släktet krassulor, och familjen fetbladsväxter.

## Underarter
Arten delas in i följande underarter:
- C. c. capitella
- C. c. meyeri
- C. c. nodulosa
- C. c. sessilicymula
- C. c. thyrsiflora

## Bildgalleri

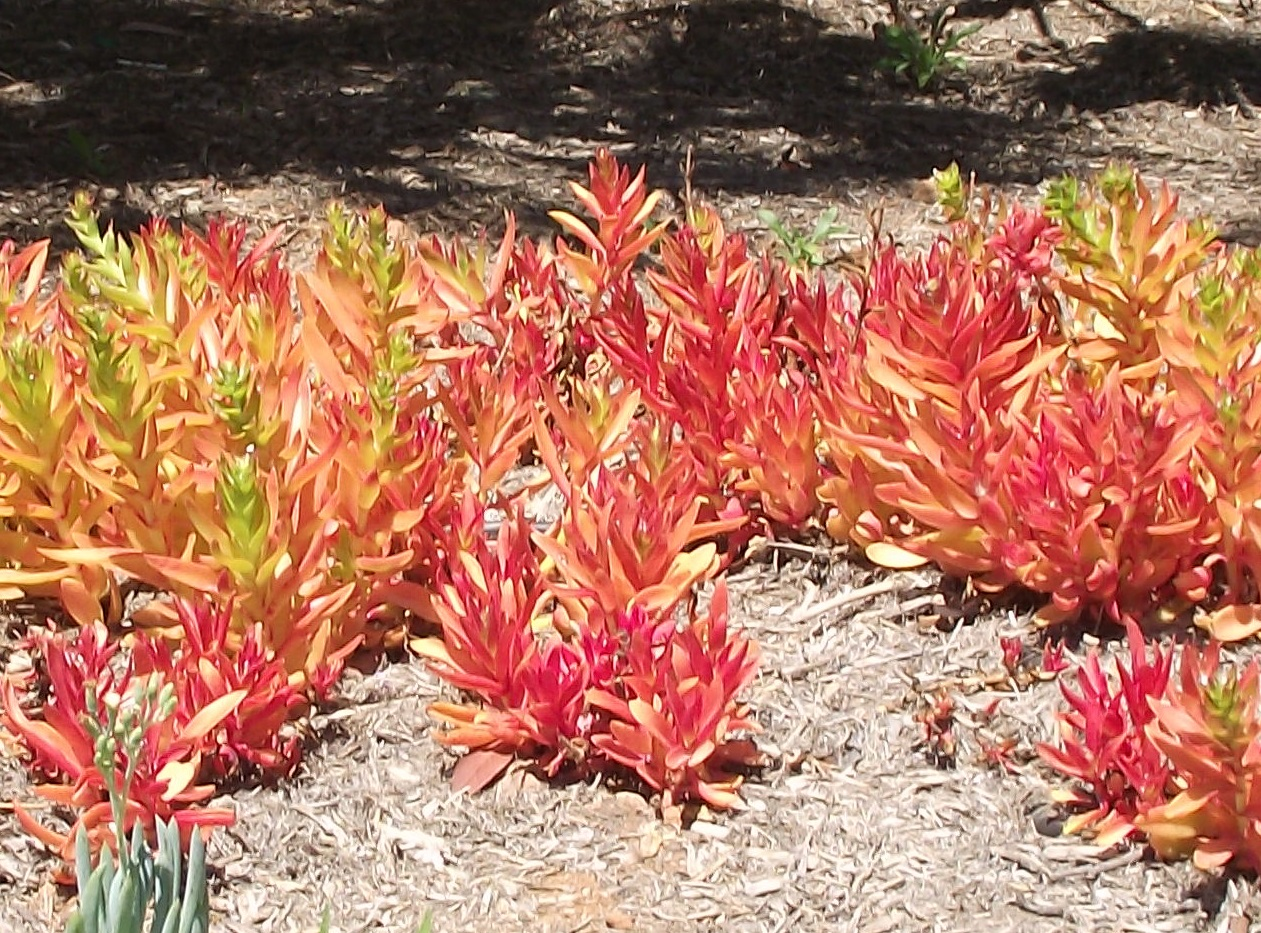
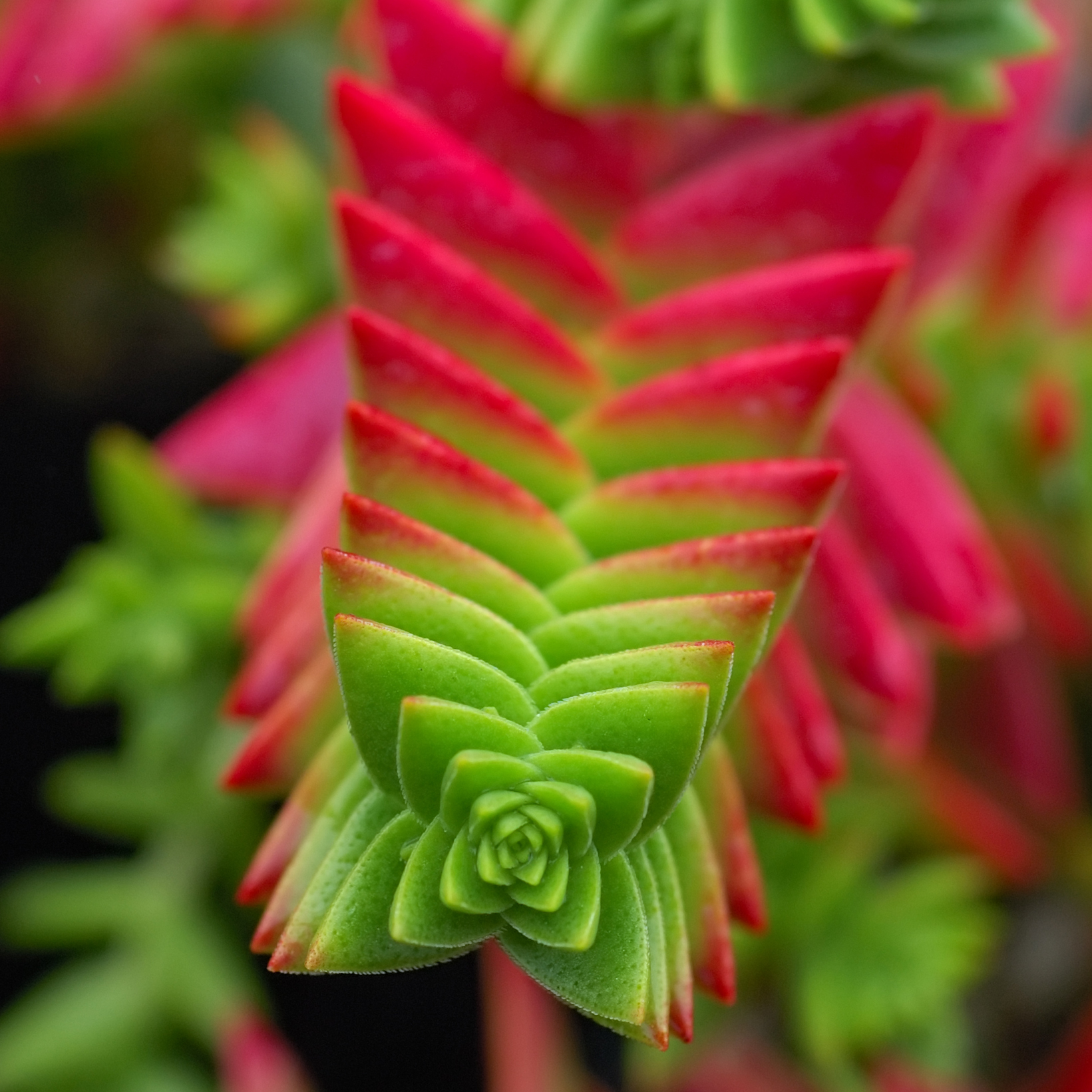
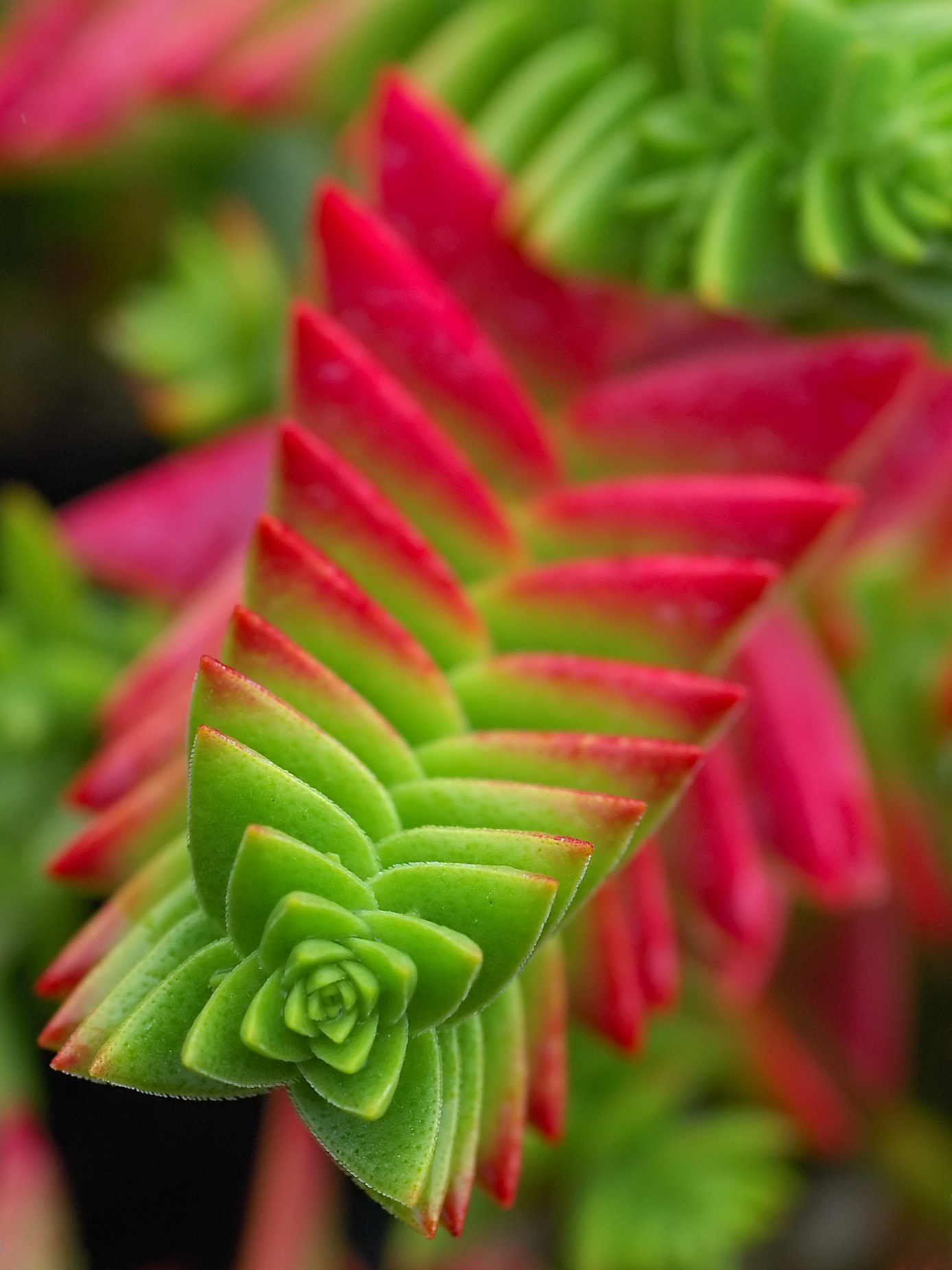
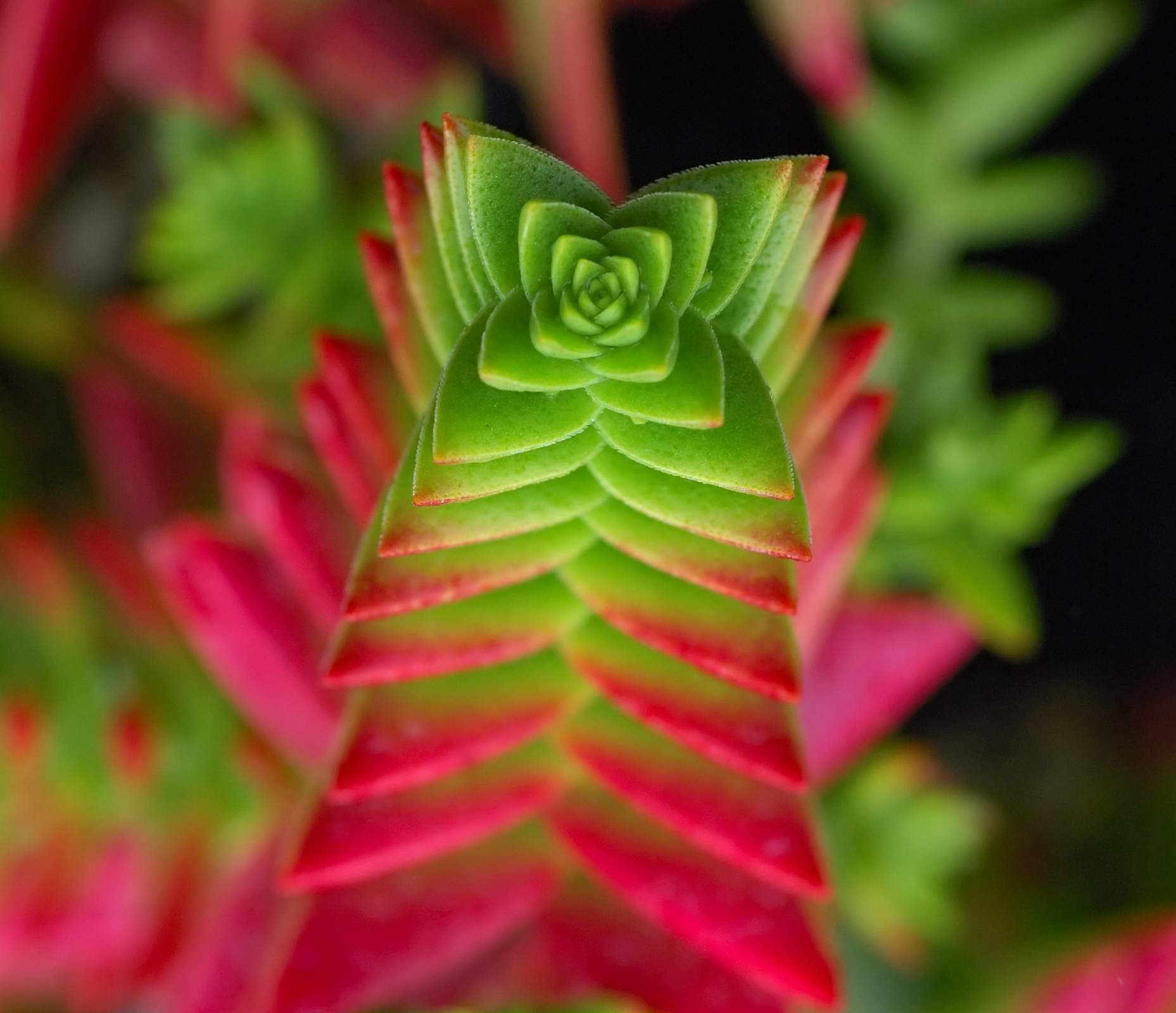
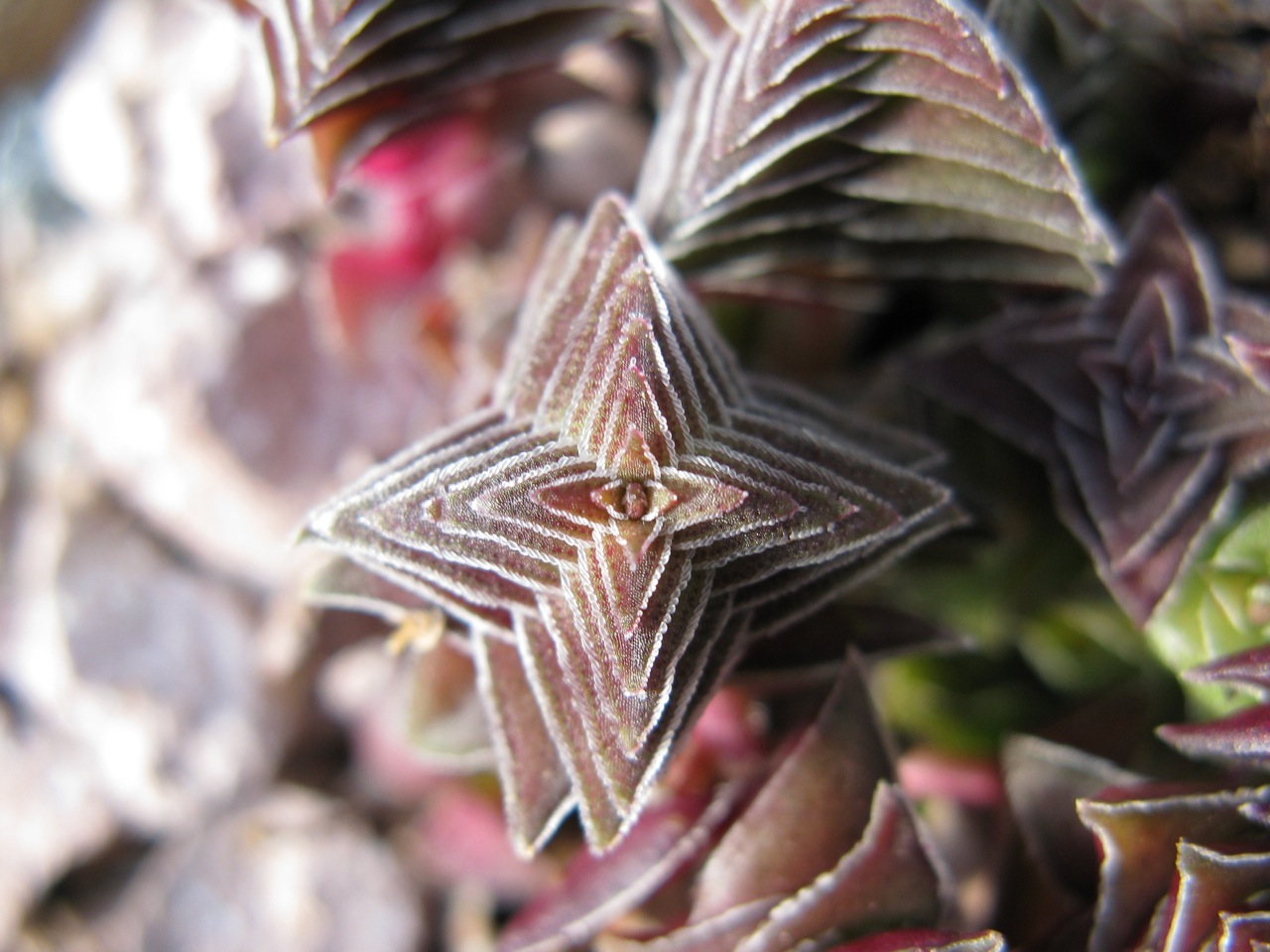
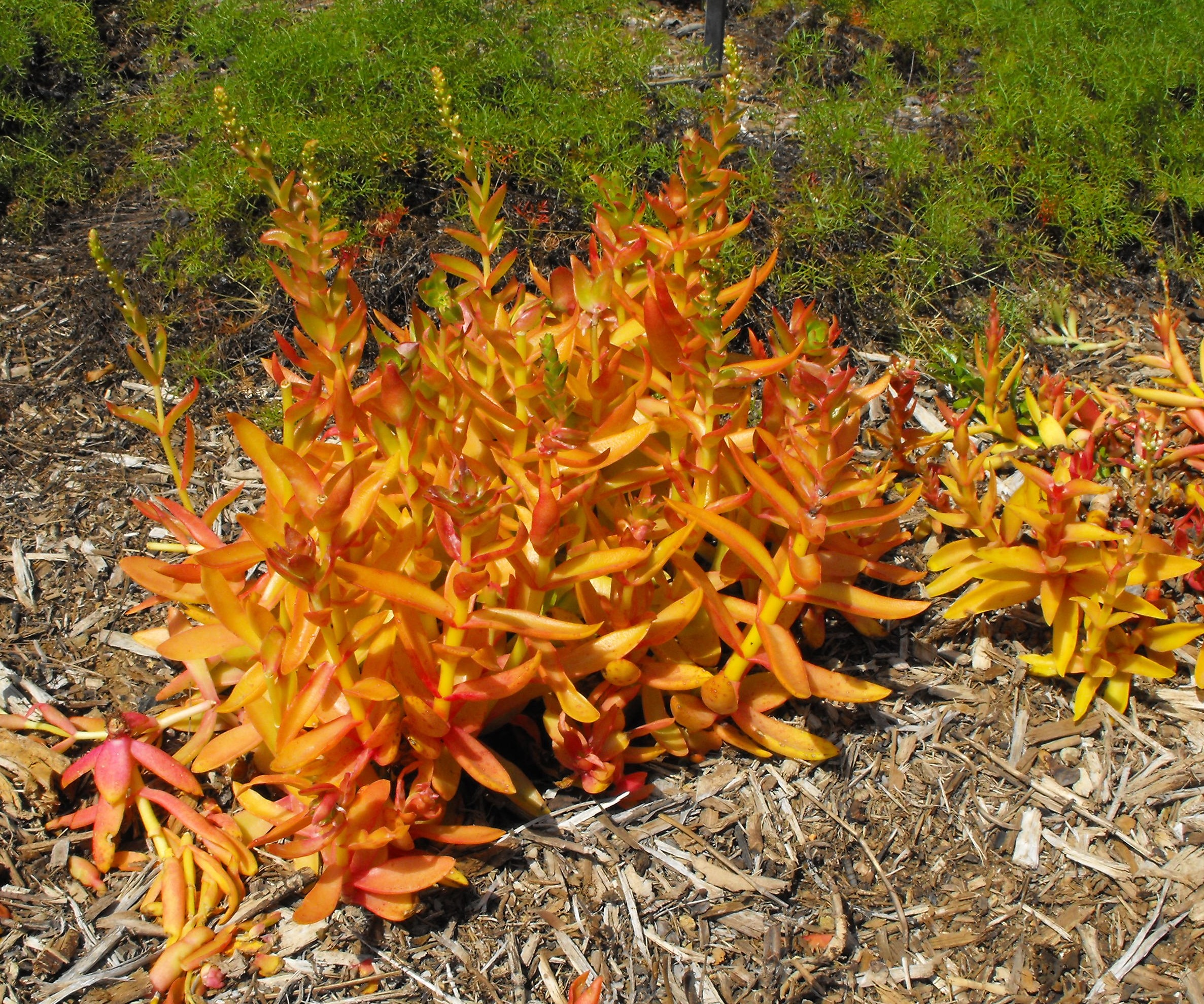